# Ne vous fâchez pas, Imogène !
Ne vous fâchez pas, Imogène ! est un roman d'espionnage humoristique de Charles Exbrayat paru en 1959. 
C'est le premier roman d'une série ayant pour héroïne Imogène McCarthery, une Écossaise d'une cinquantaine d'années à la chevelure rousse.

## Résumé
Imogène, une Écossaise surnommée « The Red Bull », est recrutée par les services de renseignement britanniques et chargée de transmettre en Écosse les plans secrets d'un avion à réaction.

## Éditions
Le roman paraît initialement dans la collection Le Masque sous le no 647. Réédité en 1977 dans la collection Club des Masques sous le no 75 et, en 1978, dans la collection Le Livre de poche (no 5160), il est présent dans le volume omnibus regroupant toutes les aventures d'Imogène de la collection Les Intégrales du Masque en 1990. À l'occasion de la sortie du film mettant en vedette Catherine Frot, le roman connaît une nouvelle édition en 2010 dans la collection Le Masque jaune sous le no 2528.

## Adaptations
Le roman est adapté à de nombreuses reprises, d'abord sous forme d'un téléfilm réalisé par Lazare Iglesis en 1970, puis, en 1989, dans la série télévisée Imogène réalisé par François Leterrier, enfin, au cinéma, en 2010, sous le titre Imogène McCarthery, film français réalisé par Alexandre Charlot et Franck Magnier, avec Catherine Frot dans le rôle titre. À sa sortie, le film est qualifié de « désuet et cocasse » dans Télérama. 